# Annikki Paasikivi
Annikki Aarre Paasikivi, född 20 november 1898 i Helsingfors, död där 25 november 1950, var en finländsk arkitekt. Hon var dotter till Juho Kusti Paasikivi.
Paasikivi avlade arkitektexamen 1923 och studerade statskunskap vid universitetet i Genève 1933–1937. Hon tjänstgjorde 1932–1939 vid Nationernas Förbund i Genève och därefter länge vid Finlands rundradio. Som arkitekt inredde hon bland annat biografen vid Högbergsgatan 26 (1929), ritade flera landsortskontor för Kansallis-Osake-Pankki samt skyddskårshuset Korpilinna i Kumo (1928, rivet).